# Manhattan (film)
 For alternative betydninger, se Manhattan (flertydig). (Se også artikler, som begynder med Manhattan)
Manhattan er en amerikansk film fra 1979 instrueret af Woody Allen og skrevet af Allen og Marshall Brickman. Allen selv, Mariel Hemmingway, Diane Keaton, Michael Murphy og Meryl Streep er blandt de medvirkende. Filmen var nomineret til to oscarstatuetter for bedste originale manuskript og bedste kvindelige birolle for Mariel Hemmningways præstation.
Filmen er en romantisk komedie med den 42-årige fraskilte, neurotiske komedieforfatter Isaac Davis (Woody Allen) som hovedperson.